# آرادو آر ۶۷
آرادو آر ۶۷ (به انگلیسی: Arado_Ar_67) یک جنگنده دوباله ساخت شرکت آرادو فلوکتسایک‌ورک در آلمان بود.
ساخت این هواپیما به صورت متعارف صورت گرفت به شکلی که در بدنه آن از قطعات جوش داده شده فولاد، در بال هابش از چوب و در پوشش کابین آن از پارچه استفاده گردید. آرادو آر ۶۷ که جانشین آرادو آر ۶۵ (نخستین جنگنده لوفتوافه) شده بود، به صورت قابل ملاحظه ای کوچک‌تر و سبک‌تر از سلف خود بود و طراحی جدید بخش دم آن ارتقا خاصی در مانورپذیری آن ایجاد نموده بود. این هواپیما نخستین پروازش را در سال ۱۹۳۳ میلادی انجام داد. با توجه به این که آرادو آر ۶۸ که به صورت همزمان طراحی و ساخته شده بود، با عملکردی بهتر برای تولید ترجیح داده شد، در مجموع تنها یک نمونه از آرادو آر ۶۷ ساخته شد.
یکی از مهم‌ترین دلایلی که تولید آرادو آر ۶۷ ادامه پیدا نکرد این بود که رولز-رویس کسترل VI موتور به کار برده شده در آن ساخت بریتانیا بود و از این جهت دسترسی به آن می‌توانست در مواقع حساس مشکل ساز شود.

## مشخصات فنی

### مشخصات عمومی
- خدمه: ۱
- طول: ۷٫۹ متر
- طول بال: ۹٫۶۸ متر
- ارتفاع: ۳٫۱ متر
- مساحت بال :۲۵٫۰۶ متر مربع
- وزن خالی: ۱۲۷۰ کیلوگرم
- وزن خالص: ۱۶۶۰ کیلوگرم
- نیرومحرکه: یک موتور رولز-رویس کسترل VI:

۵۲۵ اسب بخار هنگام برخاستن
۶۰۰ اسب بخار در ۳۳۵۲ متری
۶۴۰ اسب بخار ۴۲۶۷ متری

### عملکرد
- حداکثر سرعت: ۳۴۰ کیلومتر بر ساعت در ۳۷۷۰ متری
- حداکثر ارتفاع: ۹۳۰۰ متر
- سرعت صعود: ۸ متر بر ثانیه، ۱۰۰۰ متری در ۲٫۱ دقیقه، ۵۰۰۰ متری در ۹٫۵ دقیقه

### تسلیحات
- دو مسلسل MG 17 با کالیبر ۷٫۹۲ میلی‌متر، ۵۰۰ فشنگ برای هر مسلسل